# 帕夫洛·斯科罗帕茨基
帕夫洛·彼得罗维奇·斯科罗帕茨基（羅馬化：Pavlo Petrovych Skoropadskyi；1873年5月3日—1945年4月26日），乌克兰贵族，军事和国家领导人。1918年4月29日，在德意志帝国和奥匈帝国的支持下，斯科罗帕茨基发动政变推翻乌克兰人民共和国，建立乌克兰国。12月14日，斯科罗帕茨基政权被推翻。

## 外部連結
维基共享资源上的相關多媒體資源：帕夫洛·斯科罗帕茨基
- Biography （烏克蘭語）
- Secret Police of Hetman Skoropadsky, The Papers of the Provisional Government of Ukraine, 1918 (俄语：Тайная полиция гетмана Скоропадского. Документы осведомительного отдела при киевском градоначальнике, Translit. Russian: Tainaia politsiia getmana Skoropadskogo. Dokumenty osvedomitelnogo otdela pri kievskom gradonachalnike) from East View Information Services （页面存档备份，存于） The Secret Police of Hetman Skoropadsky]
- Biography （页面存档备份，存于） from Encyclopedia of Ukraine, vol. 4 (1993)